# Вільям Кемп
Вільям Кемп (англ. William Kempe ; розум. 1603, Лондон) — англійський актор і танцюрист. Відомий передусім виконанням комічних ролей у п'єсах Шекспіра. Вважався наступником коміка з трупи «слуг її величності королеви» Річарда Тарлтона.

## Біографія
Про ранні роки життя Кемпа достовірних відомостей немає. Вважається, що він грав у трупі «слуг графа Лестера» — Кемп брав участь у виставі в будинку графа у травні 1585 року, про що свідчить документ про виплату йому винагороди. Ймовірно, трохи пізніше, коли граф вирушив на війну до Нідерландів, Кемп його супроводжував.
Близько 1592 року Кемп приєднався до «слуг лорда Стренджа» — його ім'я значиться серед імен акторів у дозволі грати в межах не менше семи миль від Лондона, виданому міською Таємною радою. У 1594 році, після розпуску трупи, Кемп разом із Річардом Бербеджем та Шекспіром увійшов до складу «слуг лорда-камергера». Кемп був співвласником театру «Глобус», йому належала десята частина закладу. У 1599 році з невідомої причини він залишив трупу і продав свою частку. Є версія, що Кемпу запропонували залишити трупу, оскільки смаки публіки змінилися, пройшов час грубої клоунади та його популярність зменшилась. Місце Кемпа зайняв витонченіший актор на амплуа коміка — Роберт Армін. Вільям Кемп розпочав сольну кар'єру. Навесні 1600 року він подолав близько 100 миль, що розділяли Лондон і Норідж, танцюючи без зупинки. Свій марафон Кемп описав у книзі «Дев'ятиденне диво Кемпа» (1600).
У 1601 році, згідно з записом у видатковій книзі лихваря і власника театру «Роза» Генслоу, Вільям Кемп вступив у трупу цього театру. Остання згадка імені Кемпа датується кінцем 1602 року.

### Пам'ять
У парафіяльній книзі собору St. Savior (Саутерк) міститься запис про смерть наприкінці 1603 року якогось Вільяма Кемпа. Не встановлено, чи справді то був актор Вільям Кемп, чи його однофамілець.
Вільям Кемп згаданий у Першому фоліо (1623), зібранні шекспірівських п'єс, серед «провідних акторів у всіх п'єсах». Таким чином стало відомо, що він грав Кізіла (поліцейський пристав) у п'єсі " Багато галасу з нічого " та П'єтро в " Ромео і Джульєтті ".